# Esteban Badlam Moreno
Esteban Badlam Moreno (Buenos Aires, 1813-ibidem, 29 de abril de 1834), sobrino del prócer de la independencia argentina Mariano Moreno, fue oficial del Ministerio de Guerra y se lo considera la primera víctima de La Mazorca.

## Biografía
Esteban Badlam nació en Buenos Aires en 1813, único hijo de Juan Esteban Badlam y de María Nieves Moreno, hermana de Mariano Moreno. Su padre falleció el 3 de octubre de 1814.
Desde joven se dedicó al comercio e ingresó luego como empleado del Ministerio de Guerra. Opositor al gobierno de Juan Manuel de Rosas, figuró como unitario o renegado.

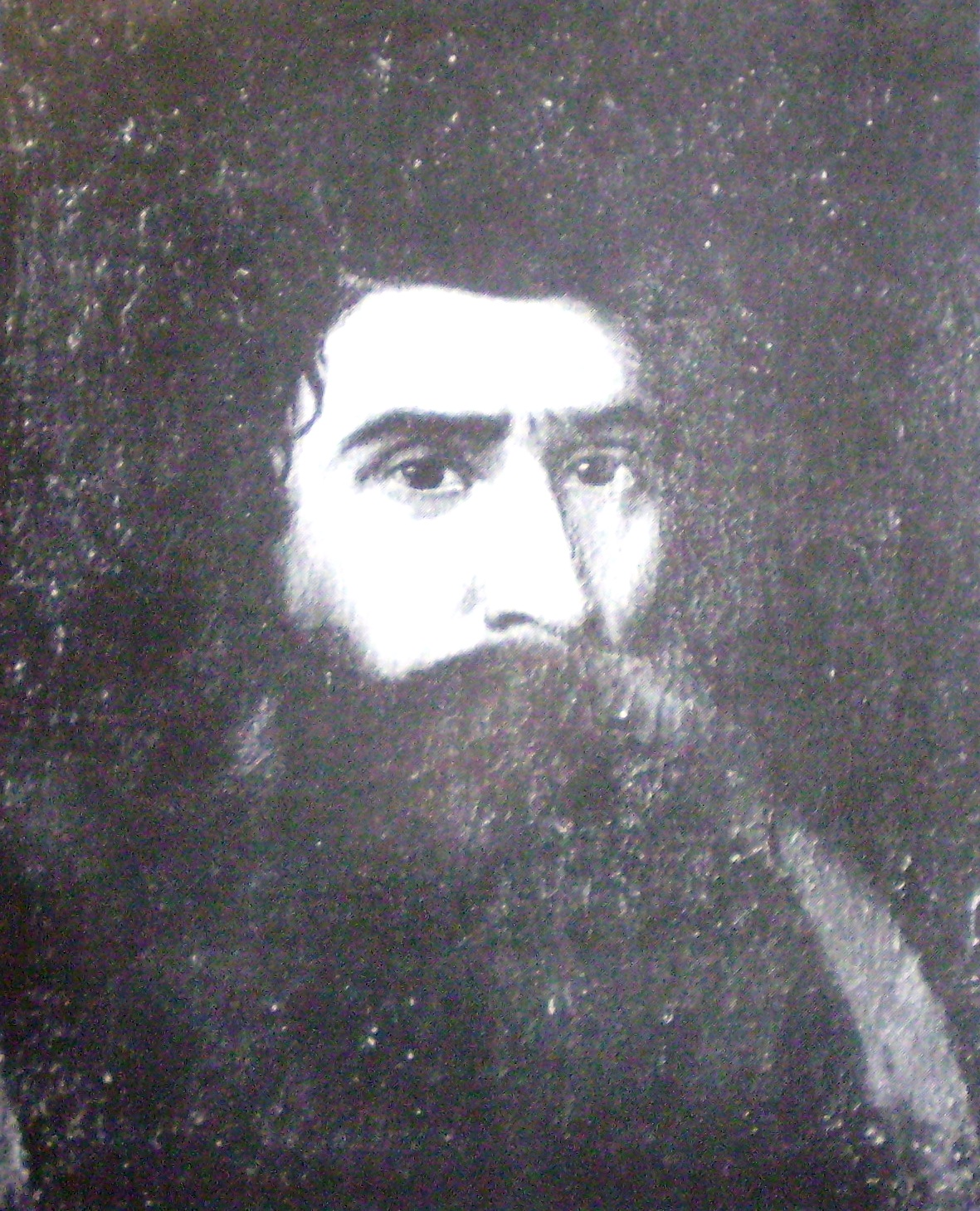
Ciriaco Cuitiño.

A mediodía del 14 de abril de 1834, durante el gobierno interino de Juan José Viamonte, arribó a Buenos Aires el bergantín L'Herminie con Bernardino Rivadavia a bordo, quien el 25 de mayo solicitó pasaporte al gobierno. Su presencia generó una fuerte reacción entre el sector de los "federales netos", rosistas a ultranza, quienes tras deponer a Juan Ramón Balcarce en la Revolución de los Restauradores mantenían también una fuerte desconfianza para con su sucesor. Según lo expresó Encarnación Ezcurra, esposa de Rosas, "sólo hemos ganado en quitar una porción de malvados para poner otros menos malos". 
El 29 de abril de 1834 un grupo de emponchados miembros de la Sociedad Popular Restauradora, bajo la inspiración de Encarnación Ezcurra, baleó la casa del gobernador y la del ministro Manuel José García, mientras que otro era enviado contra la casa del canónigo Pedro Pablo Vidal, en las inmediaciones de las calles Chacabuco esquina Potosí (actual Alsina).
Esteban Badlam, quien sólo contaba 21 años de edad, pasaba frente a la casa de Vidal cuando fue alcanzado por los disparos. Su asesino, que asegura la tradición fue Ciriaco Cuitiño, salió a los gritos de "¡Muera Rivadavia! ¡Viva el general Rosas".

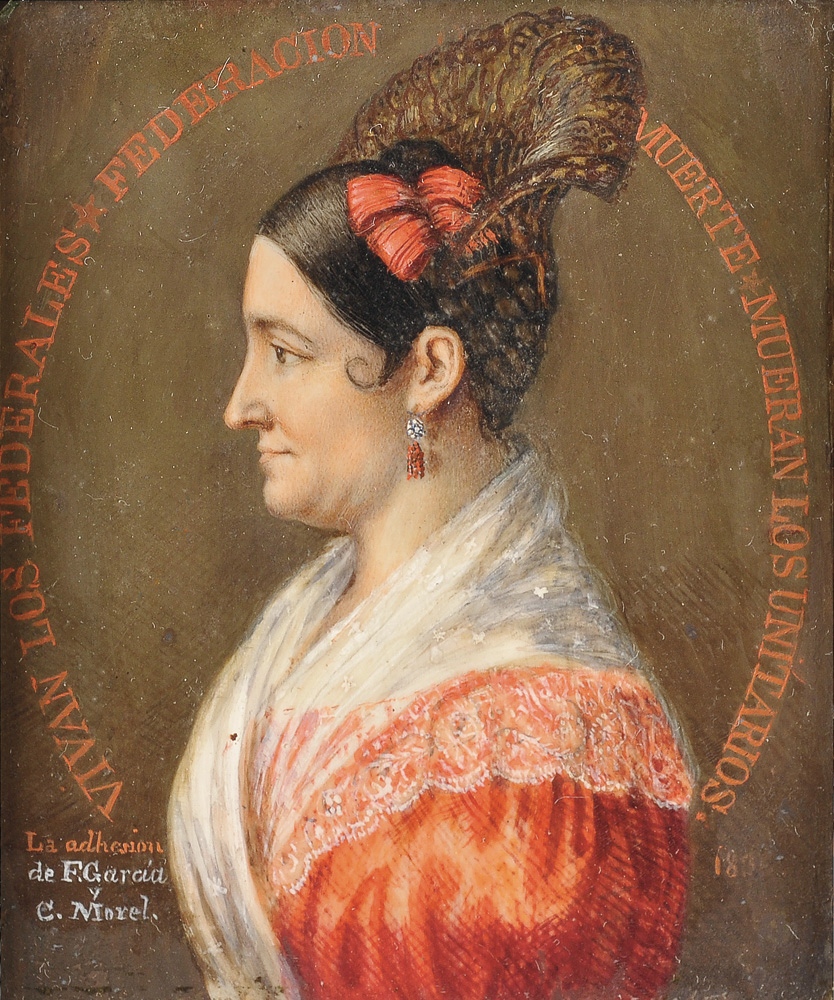
Encarnación Ezcurra.

Badlam murió dos días después y recibió sepultura en el Cementerio de la Recoleta. 
Era amigo y condiscípulo del joven poeta Florencio González Balcarce, quien escribió en su memoria una elegía de cuarenta y seis versos, un soneto y un epitafio para su tumba que decía: "En execrada noche, aleve bando / dejó a la Patria y la virtud llorando".
En carta a su esposo, Encarnación Ezcurra comenta que "tuvieron muy buen efecto los balazos que hice hacer el 29 del mes pasado como te lo anticipé en la mía del 28, pues a eso se ha debido que se vaya a su tierra el fascineroso canónigo Vidal".